# لوريل زوكرمان
لوريل زوكرمان (بالإنجليزية: Laurel Zuckerman)‏ (1960)؛ كاتِبة وروائية فرنسية.